# Darin J. Sallam

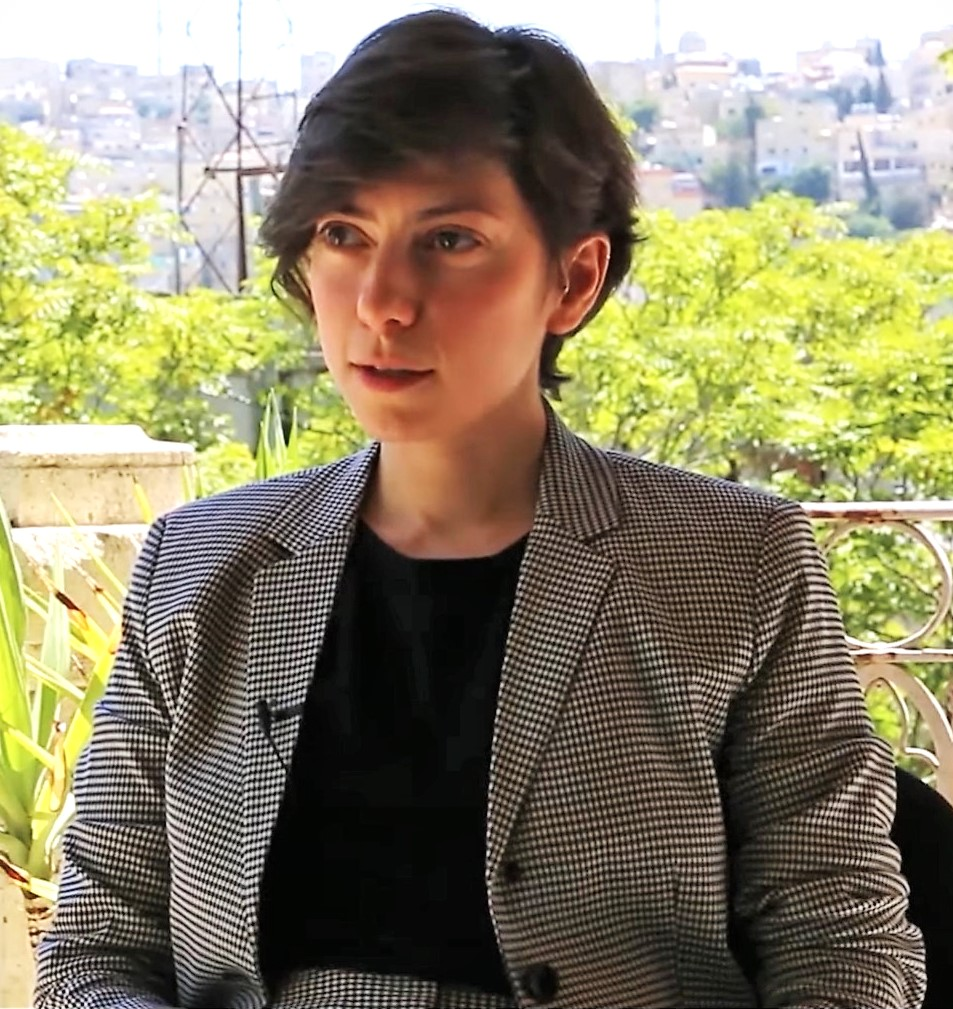
Darin Sallam (2021)

Darin J. Sallam (* 1987) ist eine jordanische Filmregisseurin und Drehbuchautorin.
Sallam studierte am Red Sea Institute of Cinematic Arts (RSICA) in Akaba. Sie realisierte mehrere Kurzfilme, darunter The Parrot (2015), der von der Robert Bosch Stiftung ausgezeichnet wurde.
Ihr Spielfilmdebüt Farha wurde als bester internationaler Film für die Oscarverleihung 2023 eingereicht, aber nicht nominiert.